# Миллер, Николай Иванович
Николай Иванович Миллер (1809—1889/1890) — генерал от инфантерии, директор Александровского лицея (в 1853—1877).

## Биография
Родился 18 (30) декабря 1809 года. В службу вступил 6 марта 1825 года кондуктором Кондукторской роты Главного инженерного училища. В 1826 году окончил Главное инженерное училище, получив 6 декабря чин прапорщика. В 1828 году окончил офицерские классы училища с занесением имени на мраморную доску почёта.
Служил в лейб-гвардии Измайловском полку; 28 января 1829 года был произведён в гвардейские инженеры, а 27 марта 1830 года он был переведён в Генеральный штаб. В 1831 году во время польского восстания Миллер был адъютантом графа К. Ф. Толя; за отличие в сражении при Грохове был произведён в поручики, за взятие Варшавы получил золотую шпагу с надписью «За храбрость».
Штабс-капитан — с 28 января 1837 года; капитан — с 6 декабря 1840 года; 13 октября 1841 года был прикомандирован к Пажескому корпусу.
С 24 марта 1843 года исполнял должность инспектора классов Александровского лицея; в 1846 году — полковник; с 1 января 1850 года — инспектор классов лицея. С 24 мая 1853 года исполнял обязанности директора лицея; утверждён в должности — 25 мая 1854 года в звании генерал-майора.
С 23 апреля 1861 года — генерал-лейтенант; с 15 мая 1883 года — генерал от инфантерии.
Умер в Санкт-Петербурге 30 декабря 1889 (11 января 1890) года.

## Награды
российские
- орден Св. Анны 3-й ст. с бантом (1831)
- орден Св. Владимира 4-й ст. с бантом (1831)
- Золотая шпага «за храбрость» (1831)
- Польский знак отличия за военное достоинство 4-й ст. (1831)
- орден Св. Станислава 2-й ст. (16.09.1844)
- орден Св. Анны 2-й ст. (13.09.1846); императорская корона к ордену (23.04.1850)
- орден Св. Георгия 4-й ст. (26.11.1847; за выслугу)
- орден Св. Владимира 3-й ст. (16.05.1852)
- орден Св. Станислава 1-й ст. (25.01.1856)
- орден Св. Анны 1-й ст. с мечами (30.08.1858)
- орден Св. Владимира 2-й ст. с мечами (25.12.1860)
- орден Белого орла (1867)
- орден Св. Александра Невского (1881), бриллиантовые знаки к ордену (1888)
- знаки отличия беспорочной службы: за 20 лет (22.08.1849), за 25 лет (22.08.1855), за 30 лет (22.08.1860).

иностранные
- Ольденбургский фамильный орден за заслуги 2-й ст. (25.10.1855), 1-й ст. (1877)

## Семья
От брака с дочерью надворного советника Марией Ивановной Барышниковой он имел четырёх сыновей и четырёх дочерей; все дети и жена были записаны православными, но сам Н. И. Миллер остался лютеранином.
Сын Иван Николаевич Миллер (1845—1913) окончил в 1865 году Александровский лицей и служил в Кавалергардском полку и в конце жизни состоял помощником управляющего государственными имуществами в Таврической губернии.
Дочь, Юлия Николаевна (1854—1890), была замужем за бароном Анатолием Эрнестовичем фон Штромбергом (1877—1915)

## Комментарии
1. ↑  Миллер, как командир роты Измайловского полка упоминается в рассказе Н. С. Лескова «Человек на часах». «Дочь Миллера была замужем за бароном А. Э. Штромбергом, жившим на одной лестнице, дверь в дверь, с Лесковым в 1880—1885 годах».